# Supermax (band)

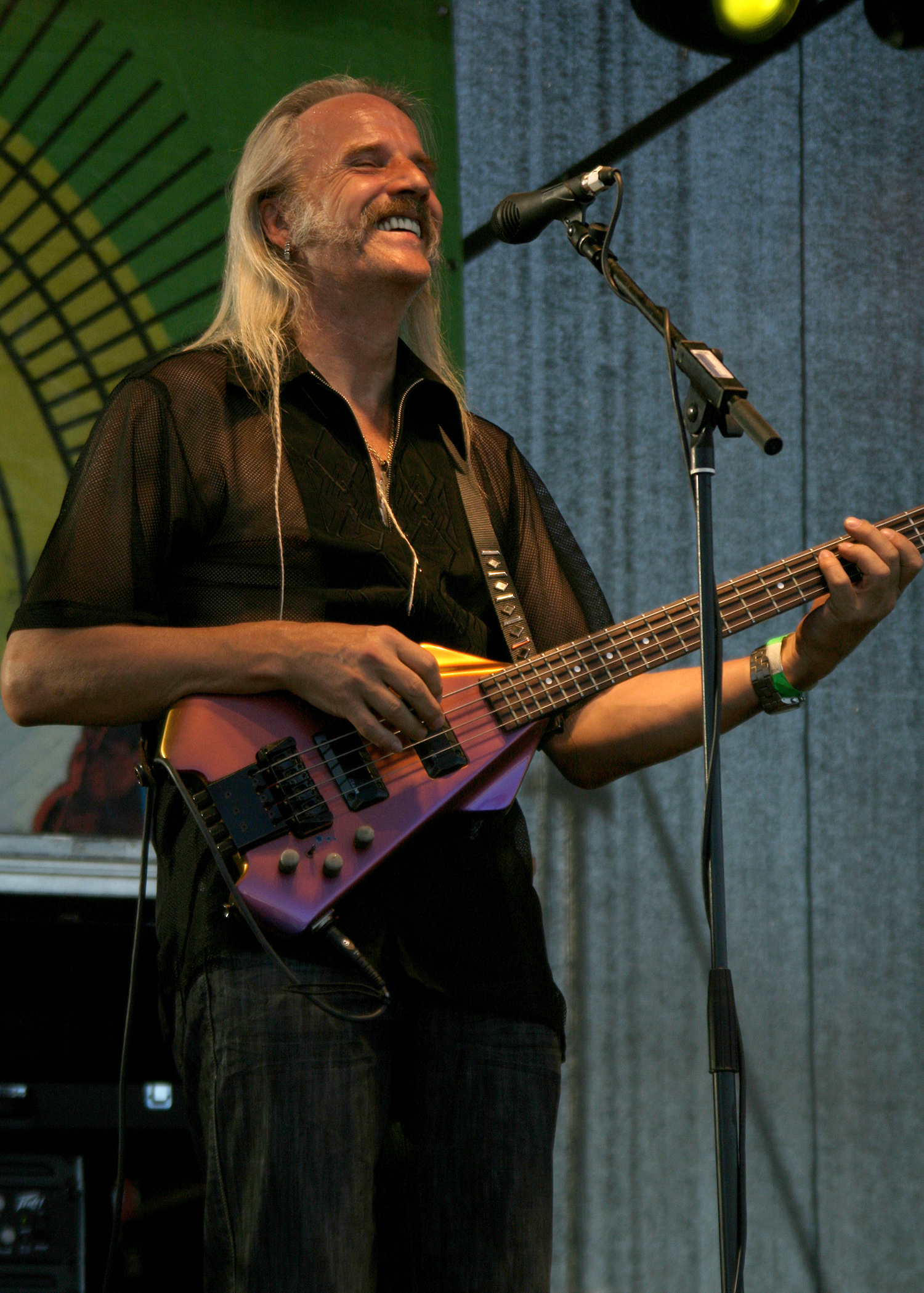
Kurt Hauenstein van Supermax in Wenen 2008

Supermax is een Oostenrijkse popgroep, in het Duitse Frankfurt am Main ontstaan in 1977. 
De groep heeft zeker tot 2007 nog (in diverse samenstellingen) getoerd. 
De leden zijn frontman Kurt Hauenstein, Hans Ochs, Ken Taylor, Lothar Krell en Peter Koch.
De Weense bassist/ toetsenist Hauenstein (geboren 14 januari 1949) trok als studio muzikant naar Frankfurt en ging in 1977 samenwerken met de zelfstandig producent Peter Hauke (overleden 2010). Dit leidde tot de oprichting van Supermax - een naam afgeleid van de uitroep "to the max!".  
Op de website van Supermax staat een overlijdensbericht dat leadzanger Kurt Hauenstein op 21 maart 2011 op 62-jarige leeftijd plotseling is overleden. Hij ligt begraven op het Zentralfriendhof, "hoofd tegen hoofd" met zijn kameraad Falco. Samen namen zij het nummer Urban Tropical op, een B-kant van Falco's Rock Me Amadeus. Geschreven overigens door de Zuid-Afrikaans-Nederlandse gebroeders Ferdi en Rob Bolland. 
Het grootste succes van Supermax is de discoklassieker Love Machine uit 1977 (WEA Musik GmbH) en 1979 (Verenigde Staten). In 1981 was Supermax de eerste gemengde (kleurling/blanke) groep die een tournee door Zuid-Afrika maakte. Maar ook hun historische tours door de DDR in 1983 en het gehele voormalige Oostblok (al vanaf 1980), alsmede  Noord-Afrika en Jamaica, kleuren het veelzijdige karakter van de band.  

## Discografie
- 1977: Don't Stop the Music
- 1977: World of Today
- 1977: Love Machine (Alarmschijf)
- 1979: Fly with Me
- 1980: Types of Skin
- 1981: Meets the Almighty
- 1983: Electricity
- 1986: Something in My Heart
- 1990: World of Tomorrow en Hansa
- 1992: Tha Max Is Gonna Kick Ya
- 1993: One and All
- 1993: Best of Supermax
- 1995: Spirits of Love, Living in a World en Magnetic Rhythm
- 1997: Supermax - 20th Anniversary
- 2001: Terminal 2002
- 2007: Remaxed Vol. 1
- 2007: Remaxed Vol. 2
- 2008: Best Of
- 2009: I love my Harley